# Michail Ossipowitsch Gerschenson

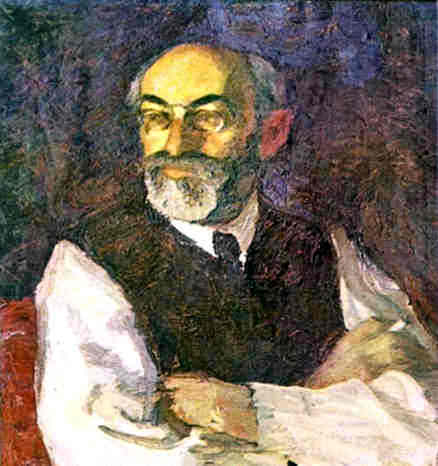
Gerschenson (Porträt von Leonid Pasternak 1917)

Michail Ossipowitsch Gerschenson (russisch Михаи́л О́сипович Гершензо́н'; * 1. Julijul. / 13. Juli 1869greg. in Kischinau; † 19. Februar 1925 in Moskau) war ein russischer Literaturwissenschaftler, Philosoph, Publizist und Übersetzer.

## Leben
Gerschenson (Geburtsname Meylich Josifowitsch Gerschenson/Herschenson) war Sohn des Pinchus-Josef Leybowitsch Gerschenson, Händler und Privatanwalt aus Lityn in der Ukraine, und seiner Frau Gitli/Golda Jakowlewna Zyssina. Ab 1875 besuchte er den Cheder und danach die öffentliche Jüdische Blumenfeld-Schule. 1887 schloss er das Erste Staatliche Gymnasium in Kischinau ab.
Der Vater wollte seinen beiden Söhnen Ausbildungen verschaffen, die ihnen die materielle Unabhängigkeit sichern würden. Seinen ältesten Sohn Abram (1868–1933) schickte er nach Kiew, um Arzt zu werden, und den jüngsten Michail nach Berlin an die Technische Hochschule, um Ingenieur zu werden. 1887–1889 studierte Michail Gerschenson eifrig, doch dann kam er zu dem Schluss, dass eine solche Karriere nichts für ihn sei, so dass er an der Humboldt-Universität Vorlesungen des Historikers Heinrich von Treitschke und des Philosophen Eduard Zeller hörte. 1889 kehrte er nach Kischinau zurück und erklärte, dass er nun eine humanitäre Ausbildung anstrebe. Der Vater war strikt dagegen, weil mit einer solchen Ausbildung er nur Lehrer an einer Universität oder einem Gymnasium werden könnte, denn alle anderen Laufbahnen waren Juden verboten. Außerdem war bereits die Zulassung zum Studium problematisch wegen der strengen Zulassungsquote für Juden, zumal er beim Abschluss des Gymnasiums nicht die Gold-Medaille erhalten hatte.
Dessen ungeachtet schickte Gerschenson einen Antrag an das Kultusministerium in St. Petersburg. Ein solcher Versuch war nicht vollkommen aussichtslos, da der damalige Minister Iwan Deljanow im Hinblick auf die von den Reaktionären Konstantin Petrowitsch Pobedonoszew und Graf Dmitrij Andrejewitsch Tolstoi initiierten Schutzmaßnahmen einzelnen Betroffenen öfter half. Tatsächlich verfügte das Ministerium die Aufnahme Michail Gerschensons in den Anfangskurs der Historischen Abteilung der Historisch-Philologischen Fakultät der Universität Moskau. So begann er als armer Student in Moskau mit dem ständigen Geben von Nachhilfestunden. An der Universität hörte er Vorlesungen über Neue Geschichte von Vladimir Guerrier, Griechische Geschichte von Paul Winogradow, Klassische Philologie von Fjodor Korsch, Psychologie von Nikolaus Grot und Matwej Troizki, Russische Geschichte von Wassili Ossipowitsch Kljutschewski und Alte Geschichte des Semitischen Ostens von Michail Korelin. Sergej Sobolewski führte in den praktischen Gebrauch der  altgriechischen Sprache ein, und Gerschenson besuchte auch einige Vorlesungen von Iwan Michailowitsch Setschenow über Physiologie und von Sergei Sergejewitsch Korsakow über Psychiatrie. Im Dezember 1893 wurde Gerschenson mit der Gold-Medaille für die Schrift Die Athenaion politeia des Aristoteles und die Bíoi parálleloi Plutarchs ausgezeichnet, die er auf Anregung Winogradows angefertigt hatte. Jener wollte auf der Basis der Gold-Medaille für Gerschenson ein Auslandsstudium erlangen, wenn dieser als Nicht-Christ nicht an der Universität bleiben konnte, was aber erfolglos blieb. Ein Kischinauer Studienkollege und lebenslanger Freund war Nikolai Borissowitsch Goldenweiser (1871–1924), dessen Vater ein bekannter Rechtsanwalt in Moskau geworden war und dessen Bruder der Komponist Alexander Borissowitsch Goldenweiser wurde.
Gerschenson erwarb sein Brot durch literarische Arbeit bis an sein Lebensende. Sein erster veröffentlichter Text war ein Aufsatz über die chinesische Ming-Dynastie, der in der Enzyklopädie der Brüder Granat erschien, und weitere Aufsätze folgten dort. 1894 erschien seine Rezension eines Buches von Nikolai Iwanowitsch Karejew ohne Unterschrift in der Zeitschrift Русская мысль (Die Russische Idee). 1896 druckte die Zeitung Русские ведомости (Russischer Anzeiger) etwa 30 Aufsätze mit unterschiedlichen Themen, zumeist Buchrezensionen. Seine wichtigste Einnahmequelle waren Übersetzungen, darunter die Bücher Erzählungen über griechische Helden von Barthold Georg Niebuhr für seinen Sohn, Griechische Geschichte von Karl Julius Beloch, drei Bände der vielbändigen Allgemeinen Geschichte von Ernest Lavisse und Alfred Nicolas Rambaud. Auch trat er als Redakteur von Übersetzungen auf, darunter die Monografie Ökonomische Entwicklung der antiken Welt von Eduard Meyer. Seit Ende der 1890er Jahre forschte Gerschenson in Familienarchiven bekannter Moskauer Adelsfamilien, und er untersuchte die Dekabristen-Bewegung und die Nachlässe Alexander Iwanowitsch Herzens, Nikolai Platonowitsch Ogarjows, der Westler und der Slawophilen der Zeit 1830–1840.
Seit seinen Studentenjahren war Gerschenson mit Wassili A. Maklakow, einem der Führer der Konstitutionell-Demokratischen Partei und der russischen Freimaurerei, und dem Pädagogen Sergej Morawski befreundet, die auch Schüler Winogradows waren. Bei seiner damaligen Arbeit über die Athenaion politeia des Aristoteles war er in engem Kontakt mit Michail Michailowitsch Pokrowski. Mitte der 1890er Jahre war er mit dem Ökonomen, Juristen und Theologen Sergei Nikolajewitsch Bulgakow befreundet.
1893 initiierte die Philanthropin Jelisaweta Nikolajewna Orlowa (1861–1949), Frau des Dekabristen Michail Fjodorowitsch Orlow und Urenkelin General Nikolai Nikolajewitsch Rajewskis, die Gründung einer Kommission für das häusliche Lesen zur Förderung der Bildung der Armen. Die Kommission gab Leseprogramme heraus, schickte Bücher und betreute das Lesen. Winogradow, Mitglied und dann Vorsitzender der Kommission, gewann Gerschenson für seine Arbeit, so dass dieser eine Reihe von Übersetzungen und eigenen Texten über Bildung und Erziehung zur Verfügung stellte. Damit im Zusammenhang entstand 1899 ein populärer Beitrag über Francesco Petrarca, der in überarbeiteter Form 1915 Eingang in eine Sammlung von Übersetzungen fand. Die Bekanntschaft mit den Orlows entwickelte sich zu einer langjährigen Freundschaft, die eine große Rolle in Gerschensons Leben spielte.
Eine tiefe Freundschaft verband Gerschenson mit Maria Borissowna Goldenweiser (1873–1940),  der Schwester seines Freundes Nikolai Goldenweiser, aber eine Heirat eines Juden und einer Orthodoxen war im kaiserlichen Russland verboten. Trotzdem lebten sie ab 1904 zusammen. Marias Vater missbilligte dies strikt und erwartete, dass Gerschenson zum Christentum konvertierte. Gerschensons Kinder Alexander (als Kind verstorben), Sergej und Natalija waren als ungesetzliche Kinder im Pass der Jungfer Goldenweiser verzeichnet. 1914 wurde die Gesetzgebung toleranter: Orthodoxe konnten zu einer anderen christlichen Konfession übertreten, und solchen war die Eheschließung mit Juden erlaubt. Maria wurde lutherisch und ließ sich mit Gerschenson lutherisch trauen.
1908/1909 holte Jelisaweta Orlowa die Gerschensons in ihr großes Moskauer Haus in der Nähe des Arbat, das 1912 von dem Architekten Illarion Alexandrowitsch Iwanow-Schitz durch einen  Neubau ersetzt wurde und in dem Orlowa mit ihrer Mutter und später auch deren Schwester, die frühere Frau des Historikers und Politikers Sergej Andrejewitsch Kotljarewskij wohnte. Auch nach dem Verlust ihres Vermögens durch die Oktoberrevolution wohnte Orlowa weiter mit den Gerschensons zusammen bis zu ihrem Tode, gab Zeichen- und Sprachunterricht und verkaufte eigene Bilder.
1909 initiierte Gerschenson die Herausgabe des Sammelbandes Wechi (Wegzeichen), der mit Gerschensons Vorwort die bedeutendsten Vertreter der russischen Philosophie vorstellte, insbesondere Nikolai Alexandrowitsch Berdjajew, Sergei Nikolajewitsch Bulgakow und Simon Ljudwigowitsch Frank. Er veröffentlichte literarisch-historische Materialien, für die er  die Russischen Propyläen (6 Bände 1915–1919) und die Neuen Propyläen (1923) herausgab. In Zusammenarbeit mit der Moskauer Religiös-Philosophischen Gesellschaft gab er die gesammelten Werke Iwan Wassiljewitsch Kirejewskis (2 Bände 1911) und Pjotr Jakowlewitsch Tschaadajews (2 Bände 1913–1914) heraus. Er war Autor von Arbeiten über Alexander Sergejewitsch Puschkin, Iwan Sergejewitsch Turgenew. Tschaadajew und die Epoche Nikolaus I. Als anerkannter Literaturwissenschaftler arbeitete er weiter journalistisch bis zur Schließung aller unabhängigen Zeitungen und Zeitschriften durch die Bolschewiki. Er war Redakteur der Literatur-Abteilung der Zeitschriften Das Wissenschaftliche Wort, Kritische Rundschau (seit 1904) und Westnik Jewropy (1907/1908). 1913 veröffentlichte er 18 Artikel über frühere Themen in der Zeitung Russisches Gerücht unter dem Pseudonym Junior. 1914–1916 schrieb er im Börsenanzeiger über allgemeine und literarische Themen.
Nach der Beilis-Affäre begann Gerschenson, für die Zeitschrift Jüdische Welt zu arbeiten. Er veröffentlichte einen Aufsatz über den Dichter Chaim Nachman Bialik, und er verfasste die Einführung für die Jüdische Anthologie mit russischen Übersetzungen neuer hebräischer Gedichte von Bialiks Freunden Wladislaw Felizianowitsch Chodassewitsch und Lew Borissowitsch Jaffe (Safrut, Moskau 1918). 1922 schrieb er die philosophischen Essays Quelle des Glaubens und Schicksal des jüdischen Volkes, in denen er dem Zionismus die Universalität des jüdischen Geistes entgegensetzte.
Nach der Februarrevolution 1917 wurde Gerschenson Vorsitzender der Allrussischen Schriftstellerunion. 1920/1921 war er Mitglied des Büros der Literatur-Abteilung des Volkskommissariats für Bildungswesen und Mitglied des Direktoriums der 4. Sektion des Hauptarchivs. Seit 1921 leitete er die Literatur-Sektion der Staatlichen Akademie der Kunst-Wissenschaften.
Die Ereignisse des Ersten Weltkrieges, der Oktoberrevolution und des Bürgerkrieges trugen zu einem wachsenden Kulturpessimismus Gerschensons bei. Bei einem Sanatoriumsaufenthalt kam er in engen Kontakt mit Wjatscheslaw Iwanowitsch Iwanow, mit dem er sich ein Zimmer teilte. Ihre tiefgründigen Gespräche über Kultur und Religion fassten sie in zwölf Briefen zusammen, die in dem Buch Briefwechsel zwischen zwei Zimmerwinkeln erschienen.

## Werke
- Michail Gerschenson, Wjatscheslaw Iwanowitsch Iwanow: Briefwechsel zwischen zwei Zimmerwinkeln (aus dem Russischen von Nikolai von Bubnoff, herausgegeben von Fritz Mierau). Pforte Verlag, Dornach 2008. ISBN 978-3-85636-214-0